# 刘云 (辽朝)
刘云（？—1083年），又作刘筠，西京道德州宣德县（今内蒙古凉城县东北）人，辽朝政治人物。
刘云家资丰厚，北山奚家关、西乡土厚都有别业。辽道宗时，刘云官至侍中，当时賈師訓补任中京留守推官，刘云隶属于幕府，为人勤奋，刘云提拔他。大康八年（1082年）夏，刘云为南院枢密使，大康九年（1083年）十月，去世。有四子：刘璋、刘琼、刘玹、刘瓒。刘玹也是四子：刘显仁字仲明、刘祖仁字仲昌、刘用仁字仲至、刘体仁字仲康。刘用仁的儿子在元朝初年从征西辽。